# كين لوتز
كين لوتز (بالإنجليزية: Ken Lutz)‏ هو لاعب كرة قدم أمريكية أمريكي، ولد في 11 ديسمبر 1965.

## وصلات خارجية
- كين لوتز على موقع JustSportsStats.com (الإنجليزية)
- كين لوتز على موقع كلية كرة القدم في سبورتس رفرنس.كوم (الإنجليزية)